# Eric Melvin
Eric Scott Melvin (ur. 9 lipca 1966 w Nowym Jorku) – amerykański gitarzysta.
Eric Melvin jest gitarzystą rytmicznym, aranżerem i autorem utworów w kalifornijskim punkrockowym zespole NOFX. Razem z Fat Mikiem jest założycielem zespołu. Gra także na akordeonie (np. w piosenkach : Theme from Nofx album, I'm Melvin). Używa gitar Gibson Les Paul oraz ESP Les Paul.